# Mietshaus Sosaer Straße 16 (Dresden)

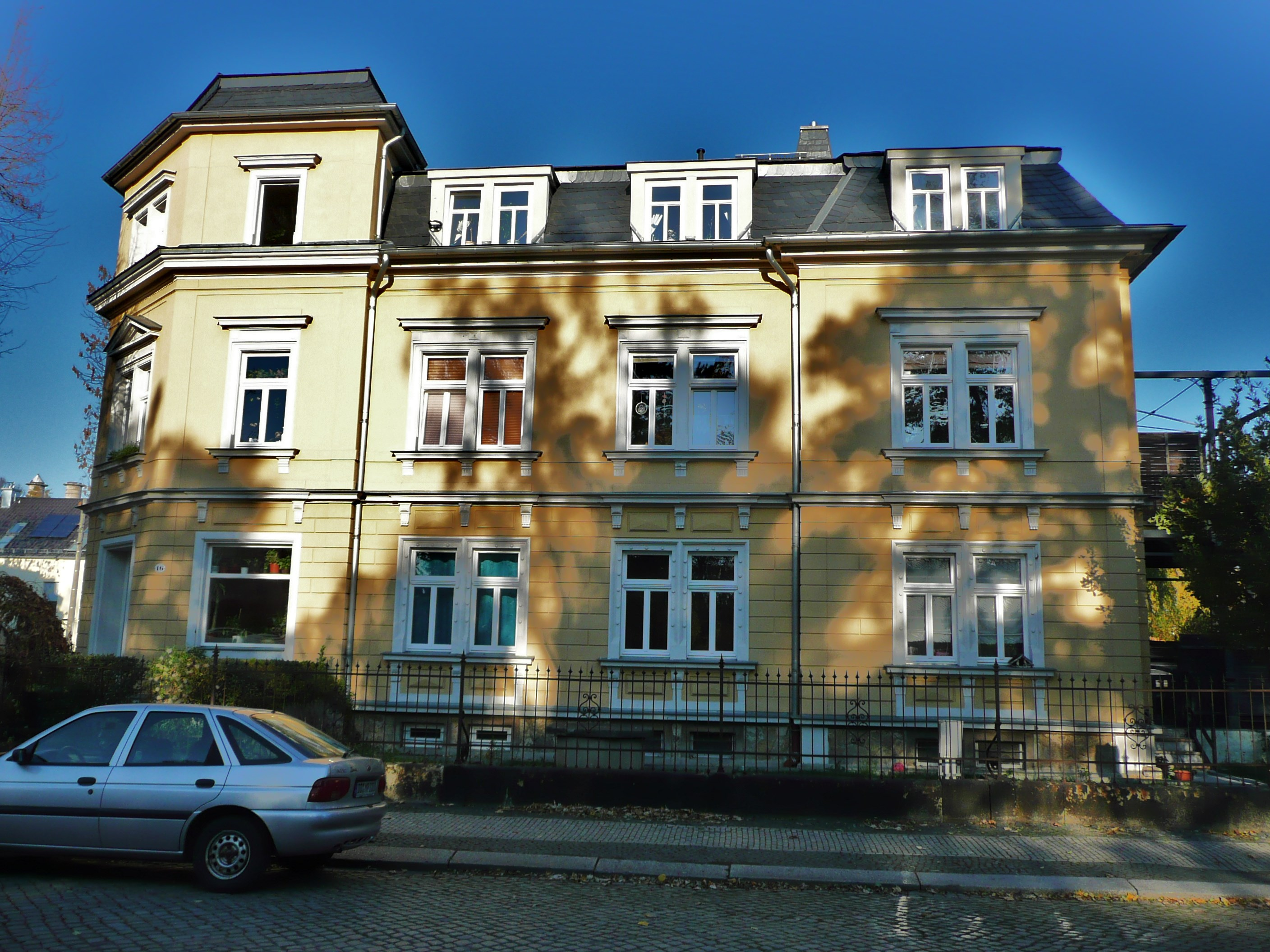
Fassade zur Sosaer Straße

Das Mietshaus Sosaer Straße 16 in Dresden-Niedersedlitz ist ein denkmalgeschütztes Mietshaus mit städtischem Wohnhauscharakter. Es wurde um 1880 erbaut.

## Beschreibung
Das Gebäude auf der nördlichen Seite der Sosaer Straße ist ein zweigeschossiges Haus mit Mansarddach in Ecklage zur Curt-Guratzsch-Straße. Das ausgebaute Dachgeschoss hat in der Flucht der Fensterachsen stehende Gauben. Die spätklassizistische Putzfassade des Gebäudes lässt verschiedene Schmuckelemente wie Putzquaderung im Erdgeschoss erkennen. Die Fenster sind zur Straßenseite hin zumeist zu Zweiergruppen zusammengefasst und verfügen im Erdgeschoss über stuckierte Brüstungsfelder, im Obergeschoss über gemeinsame Sohlbänke, Konsölchen und Verdachung.
Im Erdgeschoss des Gebäudes befand sich einst ein Ladenlokal. Im Hof des Gebäudes ist ein eineinhalbgeschossiger Werkstatt-Nebenbau.
Im Jahr 1994 war der Bauzustand des Gebäudes gut, teilweise bestand Sanierungsbedarf. Eigentümer war 1994 die Südost Woba Dresden GmbH, die damals einen Verkauf beabsichtigte.